# Артур Боруц
А́ртур Бо́руц (пол. Artur Boruc; нар. 20 лютого 1980 року, Седльце, Польща) — колишній польський футболіст. Виступав за польські «Погонь», «Легію» та «Дольцан», шотландський «Селтік» та італійську «Фіорентину». Потім грав в англійській Прем'єр-лізі за «Саутгемптон» та «Борнмут». Завершив кар'єру, повернувшись до «Легії».
За національну збірну Польщі Артур зіграв 65 матчів, пропустив 63 м'ячі. Учасник чемпіонату світу 2006 року та європейської першості 2008 року. Також Боруц був у складі збірної Польщі на чемпіонаті Європи 2016 року, проте не зіграв на цьому турнірі жодного матчу.

## Досягнення

### Командні
«Легія»
- Чемпіон Польщі: 2001/02, 2020/21
- Фіналіст Кубка Польщі: 2003/04
- Володар Кубка Ліги: 2001/02

 «Селтік»
- Чемпіон Шотландії: 2005/06, 2006/07, 2007/08
- Володар Кубка Шотландії: 2006/07
- Володар Кубка Ліги: 2005/06, 2008/09

 Борнмут
- Чемпіонат Футбольної Ліги: 2014/15

### Національна збірна
Польща
- Володар Кубку Валерія Лобановського: 2005

## Нагороди
- Відкриття року (журнал Piłka Nożna): 2004
- Найкращий футболіст Варшави (Gazeta Wyborcza): 2004
- Найкращий футболіст Легії сезону 2004/05 (Тижневик Nasza Legia): 2005
- Найкращий футболіст Легії сезону 2004/05 (Сайт legialive.pl [Архівовано 21 квітня 2010 у Wayback Machine.]): 2005
- Найкращий воротар польської ліги: 2005
- Другий воротар шотландської Прем'єр-ліги сезону 2006—2007
- Третій воротар світу (La Gazzetta dello Sport): 2007
- 52 у списку 100 найкращих гравців (журнал FourFourTwo): 2008 (із воротарів перед ним лише Ікер Касільяс (4) і Джанлуїджі Буффон (19)).

## Посилання

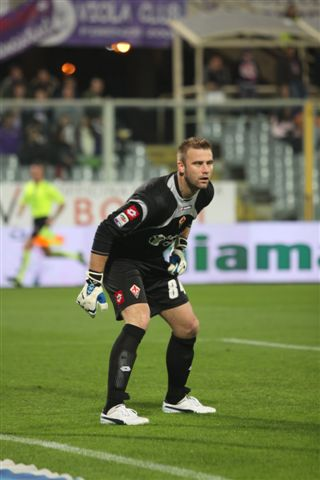
Артур Боруц

## Статистика

### Сухі матчі
| Клуб   | Сезон   | Сухих ігор |
| ------ | ------- | ---------- |
| Селтік | 2005–06 | 17         |
| Селтік | 2006–07 | 17         |
| Селтік | 2007–08 | 17         |
| Селтік | 2008–09 | 16         |
| Всього | Всього  | 67         |

### Збірна
(Станом на 9 вересня 2009)
| Збірна            | Рік               | Відбіркові матчі ЧС | Відбіркові матчі ЧС | Фінальні матчі ЧС | Фінальні матчі ЧС | Отборочные матчі ЧЄ | Отборочные матчі ЧЄ | Фінальні матчі ЧЄ | Фінальні матчі ЧЄ | Товариські матчі | Товариські матчі | Всього | Всього |
| Збірна            | Рік               | Ігри                | Голи                | Ігри              | Голи              | Ігри                | Голи                | Ігри              | Голи              | Ігри             | Голи             | Ігри   | Голи   |
| ----------------- | ----------------- | ------------------- | ------------------- | ----------------- | ----------------- | ------------------- | ------------------- | ----------------- | ----------------- | ---------------- | ---------------- | ------ | ------ |
| Польща            | 2004              | —                   | —                   | —                 | —                 | —                   | —                   | —                 | —                 | 4                | −4               | 4      | −4     |
| Польща            | 2005              | 3                   | −4                  | —                 | —                 | —                   | —                   | —                 | —                 | 6                | −5               | 9      | −9     |
| Польща            | 2006              | —                   | —                   | 3                 | −4                | 1                   | 0                   | —                 | —                 | 4                | −2               | 9      | −6     |
| Польща            | 2007              | —                   | —                   | —                 | —                 | 8                   | −5                  | —                 | —                 | 2                | −4               | 10     | −9     |
| Польща            | 2008              | 2                   | −3                  | —                 | —                 | —                   | —                   | 3                 | −4                | 3                | −4               | 8      | −11    |
| Польща            | 2009              | 3                   | −7                  | —                 | —                 | —                   | —                   | —                 | —                 | 2                | 0                | 5      | −7     |
| Всього за кар'єру | Всього за кар'єру | 8                   | −14                 | 3                 | −4                | 9                   | −5                  | 3                 | −4                | 21               | −19              | 44     | −46    |

### Клуб
(Станом на 17 квітня 2010)
| Клуб                | Сезон               | Чемпіонат | Чемпіонат | Кубок | Кубок | Кубок Ліги | Кубок Ліги | Єврокубки | Єврокубки | Всього | Всього    |
| Клуб                | Сезон               | Ігри      | Голи      | Ігри  | Голи  | Ігри       | Голи       | Ігри      | Голи      | Ігри   | Голи      |
| ------------------- | ------------------- | --------- | --------- | ----- | ----- | ---------- | ---------- | --------- | --------- | ------ | --------- |
| Легія (Варшава)     | 1999/00             | —         | —         | —     | —     | —          | —          | —         | —         | 0      | 0         |
| Легія (Варшава)     | 2000/01             | —         | —         | —     | —     | —          | —          | —         | —         | 0      | 0         |
| Легія (Варшава)     | 2001/02             | 5         | -5        | 1     | -1    | —          | —          | —         | —         | 6      | -6        |
| Легія (Варшава)     | 2002/03             | 12        | -11       | —     | —     | —          | —          | —         | —         | 12     | -11       |
| Легія (Варшава)     | 2003/04             | 26        | -22 (1)*  | 4     | -2    | —          | —          | —         | —         | 30     | -24 (1)*  |
| Легія (Варшава)     | 2004/05             | 26        | -19       | 10    | -12   | —          | —          | 4         | -4        | 40     | -35       |
| Всього за «Легію»   | Всього за «Легію»   | 69        | -57 (1)*  | 15    | -15   | 0          | 0          | 4         | -4        | 88     | -76 (1)*  |
| «Долькан» (Зомбки)  | 2000/01             | 10?       | -?        | 1     | -2    | —          | —          | —         | —         | 11     | -2?       |
| Всього за «Дольцан» | Всього за «Дольцан» | 10?       | -?        | 1     | -2    | 0          | 0          | 0         | 0         | 11     | -2?       |
| Селтик              | 2005/06             | 34        | -30       | 1     | -2    | 4          | -2         | 1         | 0         | 40     | -34       |
| Селтик              | 2006/07             | 36        | -29       | 5     | -3    | 2          | -1         | 8         | -9        | 51     | -42       |
| Селтик              | 2007/08             | 30        | -20       | 4     | -3    | 2          | -3         | 9         | -11       | 45     | -37       |
| Селтик              | 2008/09             | 34        | -28       | 3     | -3    | 4          | -1         | 6         | -7        | 47     | -39       |
| Селтик              | 2009/10             | 26        | -25       | 2     | -2    | —          | —          | 7         | -13       | 35     | -40       |
| Всього за «Селтик»  | Всього за «Селтик»  | 160       | -132      | 15    | -13   | 12         | -7         | 31        | -40       | 218    | -192      |
| Всього за кар'єру   | Всього за кар'єру   | 251       | -189 (1)* | 31    | -30   | 12         | -7         | 35        | -44       | 328    | -294 (1)* |

* — забитий гол